# Igreja de Santa Maria do Castelo (Tavira)
A Igreja de Santa Maria do Castelo, ou Igreja Paroquial de Santa Maria do Castelo, é a igreja matriz da cidade de Tavira, Portugal, situada na freguesia de Tavira (Santa Maria e Santiago).
Segundo consta, esta igreja terá sido construída no século XIII, aquando da conquista da cidade de Tavira aos mouros sob iniciativa da Ordem de Santiago (1242) , por D. Paio Peres Correia, para substituir a mesquita árabe aí existente.
Em 1960 coube à comissão das comemorações do 4º centenário da morte do Infante D.Henrique eregir junto à igreja um padrão onde se lê: "Nesta cidade, após a tomada de Ceuta, recebeu o Infante D.Henrique o título de Duque de Viseu e Senhor da Covilhã".
A Igreja de Santa Maria do Castelo está classificada como Monumento Nacional desde 1910.

## Interiores
Igreja de estilo originalmente gótico, foi abalada pelo terremoto de 1755, e mandada reconstruir pelo Bispo do Algarve, D. Francisco Gomes do Avelar, nos finais do século XVIII. O portal principal ainda é o original gótico, com quatro arquivoltas em arco quebrado e respetivos capitéis vegetalistas, datando de uma campanha de obras de finais do século XIV ou inícios do século XV.

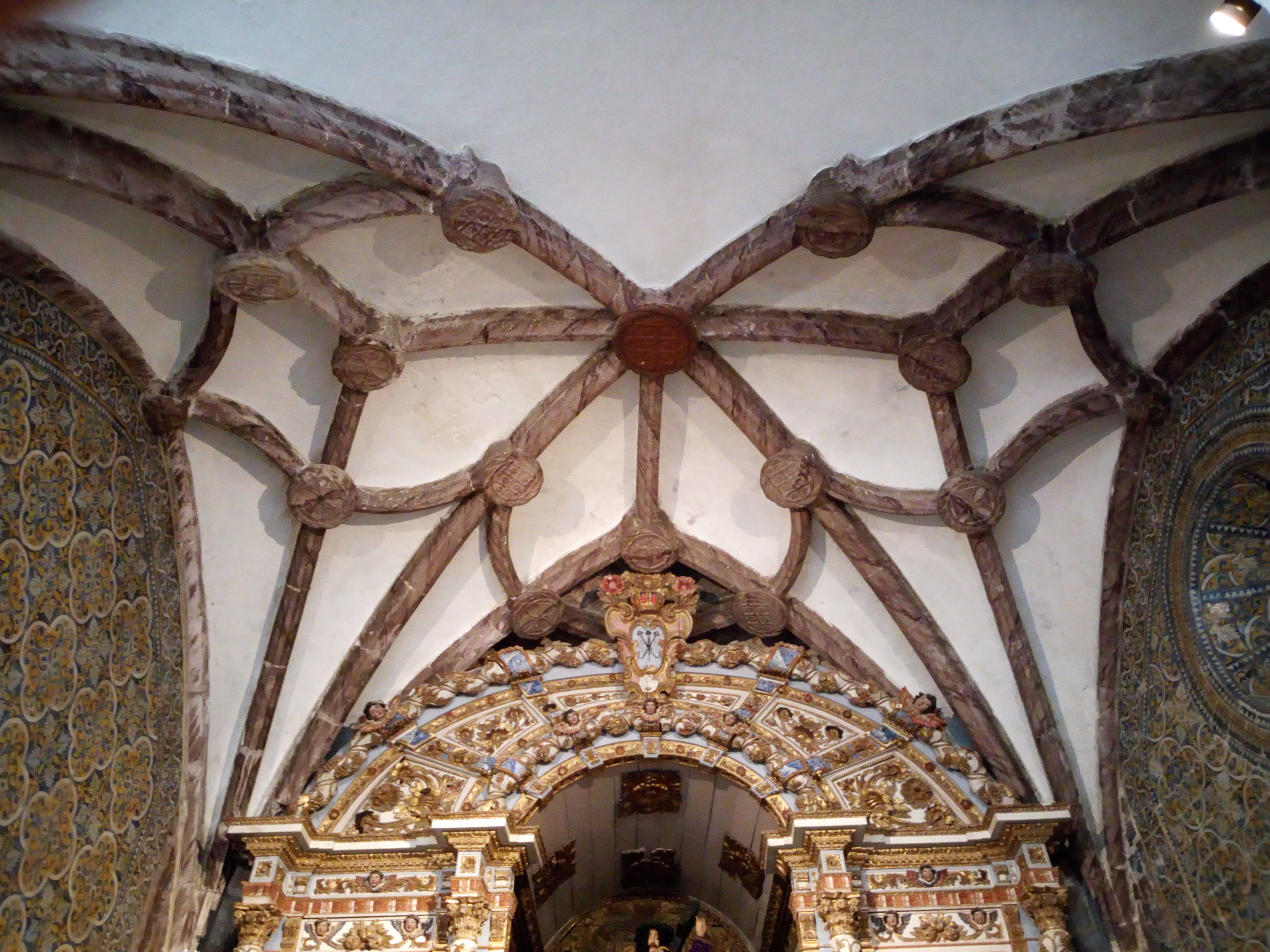
Nervuras góticas da Capela do Senhor Dos Passos

Na nave lateral encontra-se a Capela do Senhor dos Passos, de estilo manuelino, que data da segunda década do século XVI, tendo sido patrocinada por Lançarote de Melo, comendador da Ordem de Santiago. Destaca-se a sua dinâmica abobadada polinervada decorada com bocetes, onde se desenham peças heráldicas associadas à linhagem do comendador. São de notar, também, as decorações dos arranques das nervuras da abóbada onde se encontram representados, de um lado, dois dragões afrontados, e do outro, um cinto com sua fivela, expressões do fantástico e do quotidiano, temas comuns na arte manuelina. Existe ainda uma Capela do Santíssimo Sacramento.
Desde 1554, altura em que se descreveu o interior da Igreja no âmbito de uma estada dos Visitadores da Ordem de Santiago, até à actualidade sabe-se que as principais obras que alteraram o interior da igreja foram a substituição de colunas de mármore por pilares de cantaria, a construção de uma capela (feita para albergar o sacrário, deslocando-o da capela-mor) onde antes havia uma saída da igreja do lado poente, a substituição da cobertura de caniço (típico da zona do Algarve) por uma abóboda, a construção da capela do baptistério e ainda a eliminação do altar de Nossa Senhora da Confraria que ocupou a cabeceira da nave lateral do lado do evangelho.

## Sepultura de D. Paio Peres Correia e os Sete Cavaleiros Mártires

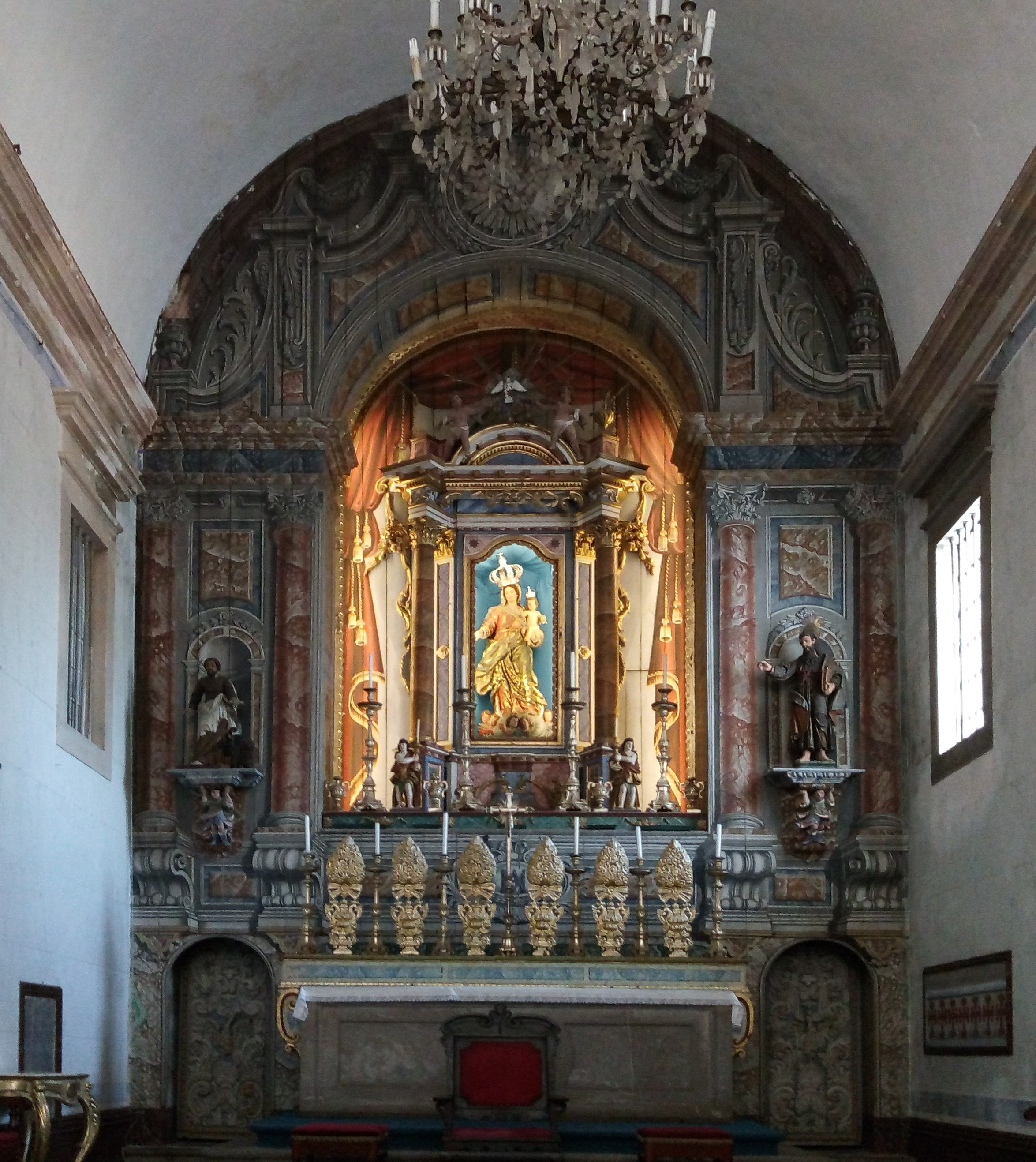
Altar-Mor em Trompe L'Oeil com os túmulos dos sete cavaleiros no canto inferior direito

No seu interior, segundo a tradição, junto do altar-mor, repousam os ossos de sete cavaleiros cristãos mortos pelos mouros e os restos mortais de D. Paio Peres Correia, que terá conquistado a cidade com uma pequena força para vingar os cavaleiros mortos numa emboscada moura. Diz a lápide lá colocada:
AQUI JAZEM OS OSSOS DE D.PAYO PERES CORREIA GRAM

Me DA ORDEM DE SANTIAGO QUE TOMOU ESTA CIDe AOS MOUROS

FALECEU EM 10 FEVERº DE 1275 METERAO SE AQUI NO ANO DE 1751
Pensa-se que os ossos tenham estado enterrados até por volta de 1724, altura em que obras na igreja revelaram ossadas que foram tidas como as de D.Paio e cobertas com a lápide. Na "Crónica d'El Rei D. Afonso III" Rui de Pina afirma que D. Paio Peres Correia teria ordenado que o seu corpo fosse trazido para Tavira e aí sepultado junto ao altar-mor da Igreja de Santa Maria do Castelo. Existe porém outro túmulo onde também se afirma estar sepultado o cavaleiro, na igreja do Mosteiro de Santa Maria de Tentúdia, na Serra Morena, Ayuntamento de Calera de León, Espanha.
Sabe-se que o túmulo dos sete cavaleiros mártires foi mudado da cabeceira da nave lateral da epístola para a parede, do mesmo lado.

## D. Nuno Álvares Pereira
D.Nuno Álvares Pereira está ligado a Tavira, não só pela sua imagem mítica em todo o país, mas também porque foi ao seu irmão Fernando Álvares Pereira a quem D. João I deu o Reguengo de Tavira em 1385. Mais ainda, em Setembro de 1415, após a conquista de Ceuta desembarcaram em Tavira D. João I acompanhado de D.Nuno Álvares Pereira.
Em 1943, através de uma subscrição pública e por iniciativa do Padre António Patrício, foi adquirida para a Igreja uma imagem de D.Nuno Álvares Pereira encomendada ao escultor José Ferreira Thedim que a esculpiu no seu atelier no Lugar de Vila, em S.Mamede do Coronado (como está inscrito na base da estátua). O modelo escolhido por Tavira tem a particularidade de ser semelhante ao aprovado oficialmente pelo Ministério da Guerra (tendo o escultor sido escolhido para realizar uma imagem para cada Ministério).
A imagem foi solenemente entronizada no domingo 7 de Março de 1943 tendo saído à rua na procissão que acompanhou as Relíquias de São Nuno de Santa Maria no dia 14 de Junho de 1961 quando estas passaram por Tavira. Na Igreja de Santa Maria foram feitas várias celebrações e feita a velada de armas pelos elementos da guarnição militar da cidade.

## Ordem de Santa Maria do Castelo
Foi nesta Igreja que se inaugurou a Ordem de Santa Maria do Castelo a 20 de Dezembro de 1921 com o Chefe de Estado (Dr. António José de Almeida) a ser representado pelo Dr. António Cabreira (principal fundador e impulsionador da ordem além de "Cavaleiro de Honra" por ser descendente de D. Paio Peres Correia - conquistador da cidade). 

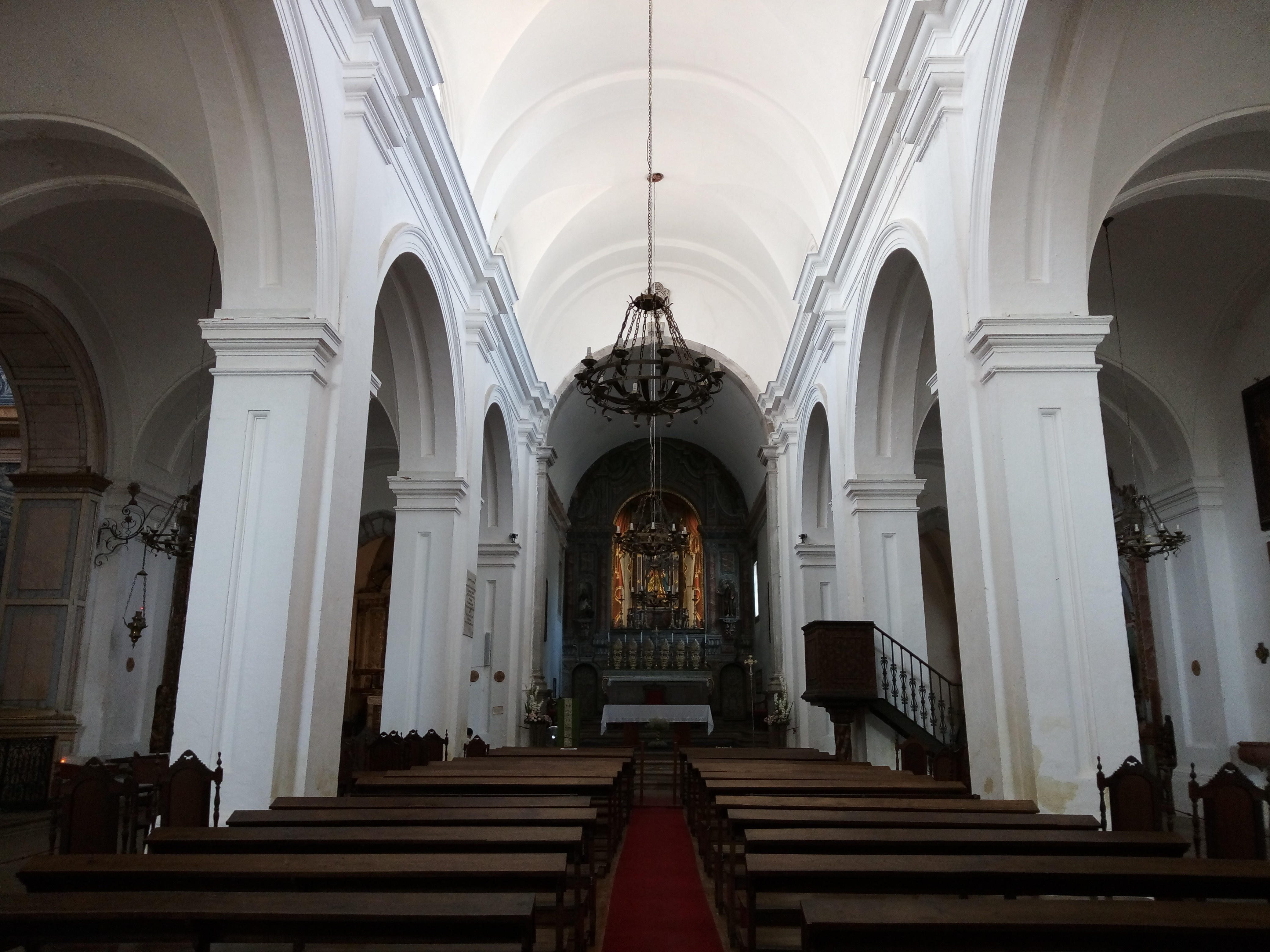
Nave da Igreja

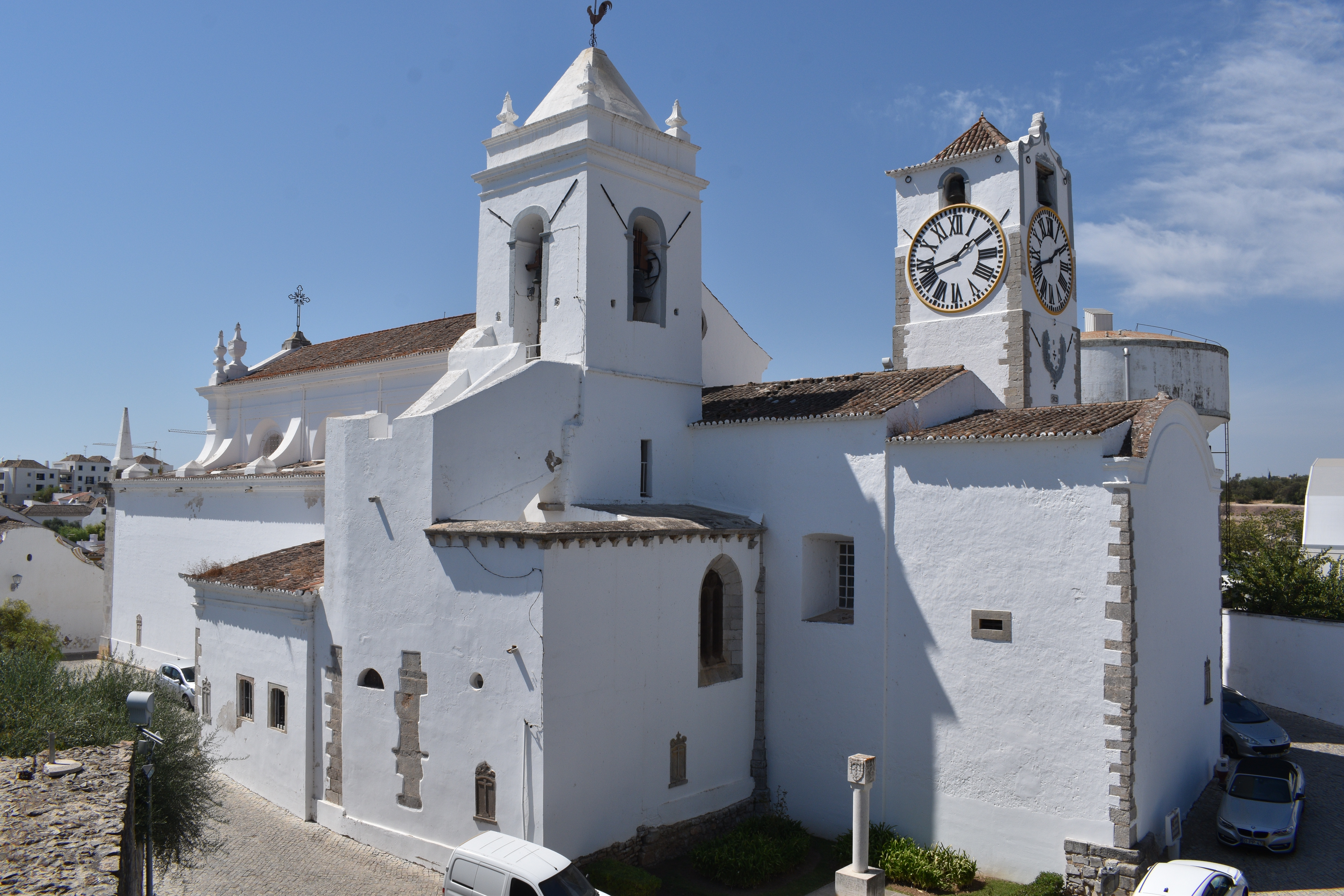
Vista lateral da Igreja

O evento contou com a presença do Coronel Pires Viegas, em representação do Ministro da Guerra Dr. Álvaro de Castro e dos Cavaleiros da Ordem: Coronel Silva Pereira, Professor Eduardo Pavia de Magalhães, Luiz Maria de Melo e Sabo, Rui Cordovil e Alferes José Vitorino de Magalhães, Ajudante do representante do Chefe de Estado. Contavam-se ainda entre os seus membros fundadores Tomaz de Melo Breyner.
No dia da celebração foi feita uma Guarda de Honra por uma força do Regimento de Infantaria n.º 4, do qual o Coronel Pires Viegas era comandante, tendo também tocado a banda de música do regimento (vinda de Faro, por ordem do Ministro da Guerra, mas que até 1915 estivera instalada em Tavira). Na ocasião António Cabreira e os Cavaleiros da Ordem assistiram a um Te Deum laudamus na Capela Mor, tendo de seguida sido descerrado um retrato de D. Paio Peres Correia na capela contígua, do lado da Epístola. A assinalar a saída do cortejo os sinos repicaram, a força do Regimento apresentou armas, a Banda tocou o Hino Nacional e ouviram-se 12 tiros de morteiro das muralhas da cidade.
A Ordem viu o seus estatutos aprovados pelo Governo, pelo Cardeal Patriarca de Lisboa, D.António Mendes Bello e pelo bispo do Algarve. Pretendia exaltar a memória de D. Paio Peres Correia, preservar a Igreja de Santa Maria do Castelo e o património de Tavira, porém sabe-se que logo em 1947 já a ordem não é referida e o Estado proíbe mesmo o seu uso oficial.
Durante trabalhos de restauro, em Outubro de 2021, foram encontrados vários elementos ocultos na igreja, incluindo uma peanha formada por vários degraus subrepostos, e paredes em madeira, ornamentadas com murais. De acordo com o historiador Daniel Santana, historiador de arte, estes elementos faziam parte do retábulo principal, que «era assim dotado originalmente de uma tribuna, ou seja, um espaço relativamente profundo existente na parte central de alguns retábulos e de um trono piramidal em degraus». As pinturas apresentam motivos vegetalistas e arquitectónicos, em redor de «uma cartela no topo com o nome de Deus (Jeová) em caracteres hebraicos e outras duas laterais com símbolos eucarísticos, como o trigo e as uvas». Daniel Santana explicou que o retábulo principal, elaborado nos finais do século XIX ou princípios do seguinte, teria sido «pensado inicialmente como retábulo eucarístico, uma tipologia onde são comuns os elementos que aqui encontramos, ligados ao culto do Santíssimo Sacramento», tendo acrescentado que «Trata-se de um dos poucos retábulos fingidos de Tavira, pintado em “trompe l’oeil». O autor terá sido o pintor louletano Joaquim José Rasquinho, artista que ficou muito ligado ao bispo D. Francisco Gomes do Avelar. O historiador avançou a teoria de que o motivo para a alteração do retábulo e a ocultação destes elementos terá sido uma «alteração da ideia original durante a conceção do retábulo», talvez devido à «chegada da imagem de Nossa Senhora da Assunção, que hoje ocupa um lugar destacado ao centro do retábulo». Com efeito, a imagem era uma «escultura de excelente execução técnica, atribuível aos círculos da oficina do famoso escultor Machado de Castro, o que a colocava num plano de excelência ao nível da encomenda e do lugar que devia ocupar o templo», levando a alterações na tipologia do retábulo, que passou a ser um «retábulo devocional com maior enfoque na imagem da padroeira. O espaço da tribuna foi então encerrado por um cenográfico painel de madeira, com cortinas fingidas que enquadram solenemente a maquineta que alberga a imagem de Nossa Senhora». Afirmou que «data deste período dos inícios do século XIX o retábulo eucarístico situado na capela do Santíssimo, o qual estará também relacionado com o abandono da ideia original do retábulo principal, justificando o retorno do sacrário e do culto da Santíssima Eucaristia para a capela lateral, situação que se verificaria antes do terramoto», e que a ideia original do retábulo, antes das alterações, iria ficar semelhante ao «retábulo eucarístico da Igreja do Espírito Santo do Hospital, em Tavira, obra coeva do mesmo Joaquim Rasquinho, datada de 1805; por isso mesmo detentor de grandes afinidades com o seu congénere de Santa Maria».